# Lactura laeta
Lactura laeta is een vlinder uit de familie van de Lacturidae. De wetenschappelijke naam van de soort is voor het eerst geldig gepubliceerd in 1825 door Hübner.